# جاك إرنست
جاك إرنست (بالإنجليزية: Jack Ernst)‏ هو لاعب كرة قدم أمريكية أمريكي، ولد في 4 ديسمبر 1899 في بنسيلفانيا في الولايات المتحدة، وتوفي في 9 مارس 1968 في ويليامسبورت في الولايات المتحدة.

## وصلات خارجية
- جاك إرنست على موقع مرجع كرة القدم المحترفة.كوم (الإنجليزية)